# Аббасзаде, Гусейн Аббас оглы
Гусе́йн Абба́с оглы́ Аббасзаде́ (азерб. Һүсејн Аббас оғлу Аббасзадә; Hüseyn Abbas oğlu Abbaszadə; 22 ноября 1922 — 12 декабря 2007) — азербайджанский прозаик и поэт. Народный писатель Азербайджана (1991), Заслуженный деятель искусств Азербайджанской ССР (1979), лауреат Государственной премии Азербайджанской ССР (1984).

## Биография
Родился в Баку 22 ноября 1922 года в семье рабочего. Участник Великой Отечественной войны. Воевал в качестве курсанта, радиста, а затем командира огневого взвода зенитно-артиллерийской батареи. В 1945 году после тяжёлого ранения демобилизован как инвалид второй группы. В том же году вступил в ряды ВКП(б).
Окончил Бакинский театральный институт. Преподавал в вузе, работал в редакциях журналов.
- 1967—1971 — главный редактор газеты «Литература и искусство» (азерб. Ədəbiyyat və incəsəət).
- 1971—1975 — главный редактор детского журнала «Голубь» (азерб. Göyərçin).
- 1975—1991 — секретарь Союза писателей Азербайджана.

Умер в Баку 12 декабря 2007 года.

## Творчество
Печатался с 1941 года как поэт. Прозу начал писать со второй половины 1950-х годов. Темы его произведений связаны как с войной, так и с жизнью современников. Первый его роман «Генерал» посвящён дважды Герою Советского Союза Ази Асланову.
Основным переводчиком произведений Аббасзаде на русский язык был писатель-фантаст Евгений Войскунский.

### Сборники стихов
- 1949 — «Годы испытаний» (азерб. Сынаг илләр)
- 1951 — «Зелёная улица» (азерб. Јашыл күчә)
- 1954 — «Товарищам по оружию» (азерб. Силаһ јолдашларыма).

### Романы и повести
- 1958—1961 — «Генерал» (азерб. General)
- в 1989 году в издательстве "Воениздат" этот роман был издан на русском языке под названием "Пока стоит земля"
- 1962 — «Случай в Карадаге» (азерб. Qaradağ əhvalatı)
- 1964 — «Ləpədöyəndə»
- 1965 — «На дом упала тень» (азерб. «Evə kölgə düşür»)
- 1967 — «Onu tanımadılar»
- 1968 — «Стук в дверь» (азерб. Qapı döyülür)
- 1974 — «Гость издалека» (азерб. Uzaqdan gələn qonaq)
- 1979 — «Водовороты» (азерб. Burulğanlar)
- 1985 — «Трудный рейс Алибалы» (азерб. Əlibalanın ağır səfəri)
- 2000 — «Смотри, какие люди ушли из жизни» (азерб. Dünyadan gör necə insanlar gedib)
- 2003 — «Один из вернувшихся» (азерб. Qayıdanlardan biri)